# みずと良
みずと 良（みずと りょう、1972年2月11日 - ）は、山口県出身の俳優。身長は180cm、バスト90cm、ウェスト85cm、ヒップ90cm、靴サイズ26.5cm、血液型はA型。特技はダンス、アクション、山口弁、広島弁。ソルトアース所属。

## 出演歴

### テレビ

#### テレビ朝日
- 離婚しない男-サレ夫と悪嫁の騙し愛- 第2話（2024年）
- 今日からヒットマン 第1話（2023年）
- 警視庁アウトサイダー 第7話（2023年）
- 名探偵明智小五郎（2019年3月）
- 土曜ワイド劇場 銀行強盗はなぜ殺されたのか?
- 西部警察 SPECIAL （2004年）- 辰巳 役
- 祇園囃子  - SP 役
- 新春ドラマスペシャルマグロ（2007年）
- おいしいごはん（2007年11月22日）
- スシ王子！（2007年8月24日）

#### TBS系列
- ランナウェイ～愛する君のために　第5・6話　[2011年11月24日・12月1日]
- 月曜ミステリー劇場 スクープ
- 月曜ゴールデン SP 八剱貴志

#### フジテレビ系列
- 愛のことば 第5,21話

#### 日本テレビ系列
- 元気が出るテレビ ダンス甲子園

- ファーストペンギン🐧　日テレ水曜ドラマ　さんし船団丸。鮫島役[2022年10月期連ドラ]
- CODE ―願いの代償

- 華麗なるスパイ　[2009年9月5日]

#### テレビ東京
- あまんじゃく続編　　[2020年3月]

#### 関西テレビ
- エキストラ❗❗❗　　[2020年2月]

#### NHK
- タリオ復讐代行の2人　5話[2020年11月6日】

#### NHKBSプレミアム
- 生きて、ふたたび　保護司・深谷善輔　-田浦道則役 1話・4話・5話・8話　[2021年11月28日スタート]
- クロスロード～声なきに聞き形なきに見よ～　第2話(2017/6/4)
- クロスロード～再開～　第1話(2016/2/25)

### 配信ドラマ
- さらば、銃よ 警視庁特別銃装班 第5話（2023年4月14日、Lemino） - 構成員H 役

### 映画
- 海の沈黙　万次役　(若松節朗監督)
- 貞子DX   チョーノー役  (木村ひさし監督)
- 映画99.9刑事専門弁護士ーTHE-MOVIEー 更家歩役　(木村ひさし監督)
- 仮面病棟　新宿11役　(木村ひさし監督)
- 屍人荘の殺人　(木村ひさし監督)
- 任俠学園　先生役　(木村ひさし監督)
- 溺れる魚  キース 役（堤幸彦監督）
- GUN CRAZY 復讐の荒野 　宮本役（室賀厚監督）
- 組葬　坂本役（香月秀之監督）
- すてごろ 素手喧嘩（光石冨士朗監督）
- 新・空手バカ一代（宮坂武志監督）
- 親分はイエス様（斎藤耕一監督）
- 安藤組外伝 掟（梶間俊一監督）
- 牙の如く 友成役（伊藤秀裕監督）
- ファミリー（三池崇史監督）
- 修羅の道1・4（小澤啓一監督）
- 新・仁義の墓場（三池崇史監督）
- 今昔伝奇 花神 袈裟坊主 役（望月六郎監督）
- 実録・覇道 山陽道ヤクザ戦争（田代まさし監督）
- 実録・不退の松葉
- 怖い顔（本田隆一監督）
- 純ブライド（廣田幹夫監督）
- アイノシルシ（広田幹夫監督）
- ドリフト3・4
- 逆鱗組七人衆
- すてごろ 梶原三兄弟激動昭和史
- HEAT 灼熱
- KUMISO

#### Vシネマ
- 淫獣学園
- 実録・柳川組
- 極道者
- 外伝麻雀放浪記
- 新・日本の首領3
- 極悪仁義 真説・人間魚雷　組員C役
- 大脱獄

### CM
- 宝酒造 松竹梅
- アートネイチャー　（2007年9月～2クール）